# Äußerung
Eine Äußerung bedeutet den Gebrauch von Sprache oder eines nonverbalen Zeichens als Mittel der Kommunikation.

## Äußerung als Element der Kommunikation
Das Wort „Äußerung“ bezeichnet im breitesten Umfang Botschaften in Kommunikationssituationen. Das Wort geht dabei fließend in den Bereich von Wahrnehmungen über, die wir lediglich als Anzeichen werten, die jedoch gar nicht notwendigerweise als solche formuliert wurden („Auf dem Dampfkessel lag großer Druck – wie sich das äußerte? – durch ein heftiges Zischen des Ventils.“ Näher an der intendierten Kommunikation: „Ihre Verwirrung äußerte sie ganz offen, sie errötete, wich meinem Blick aus und meinte dann …“). Die mit dem Wort einhergehende Vorstellung ist, dass es innere Zustände gibt und äußere Zeichen, an denen sie sich ablesen lassen.
Zeichen, Bewegungen, Gesten können als Äußerungen verstanden werden. Mit dem Wort fasst man zudem regelmäßig komplexe Kommunikationssituationen zusammen, wenn der Gehalt in all seinen Aussagen auf dieselbe Botschaft kam („Er äußerte sich dahingehend, dass er von ihr nichts mehr wissen wolle.“).
Während bei Aussagen die Frage gestellt werden kann, ob sie korrekt und wahrheitsgemäß gemacht wurden (die Aussagenlogik baut auf der Möglichkeit von „wahren“ und „falschen“ Aussagen auf), und während es bei Behauptungen darum geht, dass sich jemand für die Wahrheit seiner Aussage verbürgt (man spricht darum etwa von „irreführenden“, „mutwilligen“, oder „gewagten Behauptungen“), werden Äußerungen sehr viel grundlegender differenziert, wenn man von „Lebensäußerungen“, „Gefühlsäußerungen“, „Willensäußerungen“ oder „Unmutsäußerungen“ spricht. Deutlich werden die Unterschiede zwischen den Begriffen im Moment scheiternder Kommunikation – das Scheitern bezieht sich bei jedem dieser Begriffe sofort auf einen ganz anderen Bereich um den es in der Kommunikation geht: Äußerungen autistischer Kinder sind schwer verständlich – sie sind rar und wir erfahren nicht, was sie bedeuten sollen. Aussagen der Relativitätstheorie sind schwer verständlich, das liegt an der komplexen Materie. Die Behauptungen eines Menschen, den wir zur Rechenschaft ziehen, mögen uns schwer verständlich erscheinen – wir mögen nicht nachvollziehen wollen, warum er sich zu solch unglaubwürdigen Behauptungen versteigt.
Dass das Wort „Äußerung“ weder an einen Inhalt, noch eine Form der Kommunikation noch an ein Medium wie etwa Sprache gebunden ist, sondern sich schlicht auf die Möglichkeit der Kommunikation bezieht, zeigt sich facettenreich im Selbstverständnis, mit dem man vom „Recht auf freie Meinungsäußerung“ spricht. Es geht hier nicht darum, eine bestimmte Meinung zu gestatten und es soll an selber Stelle das ganze Spektrum möglicher Formen von Meinungsäußerung von der derjenigen in Schrift und Bild bis hin zu kollektiven in Demonstrationveranstaltungen abgedeckt werden. Es geht hier um das grundlegende Recht, sich „äußern“, in diesem Fall eine Meinung von sich geben, zu dürfen.

## Äußerung im Sinne der Linguistik
„Äußerung“ bezeichnet in der Linguistik eine konkrete, raumzeitlich bestimmte Handlung oder deren Ergebnis, durch die (laut-, schrift- oder gebärdensprachliche) Zeichen hervorgebracht werden. Es ist im Wesentlichen die sinnlich wahrnehmbare Sprech- oder Schreibhandlung mit einer bestimmten kommunikativen Funktion (Illokution). Kommunikative Funktionen können Frage, Antwort,  Aufforderung, Befehl, Bestätigung, Behauptung, Gebot, Versprechen, Lügen usw. sein. Je nach Perspektive kann die Äußerung als konkreter Sprechakt, als Teil der Parole, der Performanz oder als Realisierung der kommunikativen Kompetenz beschrieben werden.
Die Äußerung ist abzugrenzen vom Satz, der „eine linguistische Beschreibungseinheit auf der Ebene der Langue“ (Bußmann) ist. Nach der Definition des Satzes nach Meillet (1937) wird darunter die Gesamtheit der unterschiedlichen Lautbilder (Signifikant) verstanden, die durch grammatische Beziehungen verbunden wurden. Als sprachliches Produkt steht sie zum Ausdruck im Verhältnis von Typ zu Vorkommnis (vgl. Token und Type) (so v. Kutschera).
Die Bedeutung einer Äußerung (Äußerungsbedeutung) hängt unter anderem von der Äußerungsumgebung – sei sie sprachlicher Art (Kotext) oder außersprachlicher Art (Kontext) – ab. Die Äußerungsbedeutung bestimmt zusammen mit der illokutiven Funktion der Äußerung den kommunikativen Sinn der Äußerung, was Gegenstand der Pragmatik ist.

## Äußerung im Rechtssinne
Rechtswidrige Äußerungen werden von den Äußerungsdelikten erfasst.